# Ле-Фле
Ле-Фле (фр. Le Fleix) — коммуна во Франции, находится в регионе Аквитания. Департамент — Дордонь. Входит в состав кантона Пеи-де-ла-Форс. Округ коммуны — Бержерак.
Код INSEE коммуны — 24182.

## География

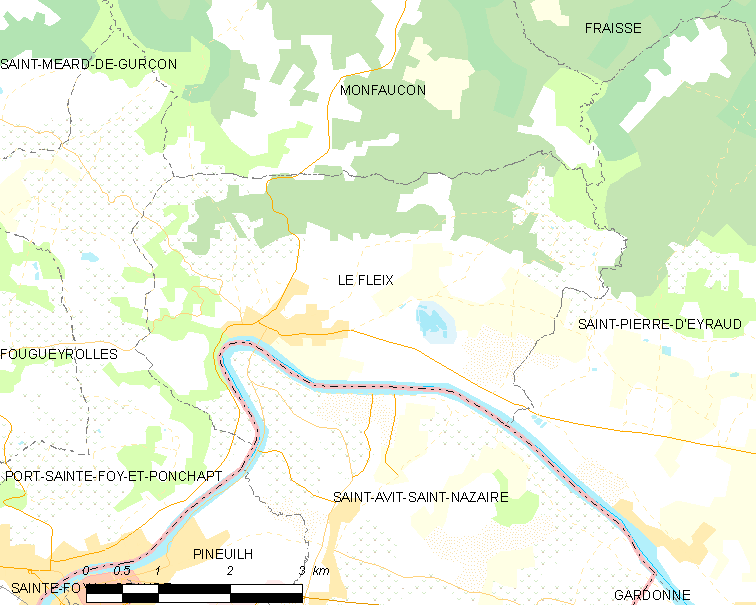
Карта коммуны

Коммуна расположена приблизительно в 480 км к югу от Парижа, в 65 км восточнее Бордо, в 55 км к юго-западу от Перигё.
На юге коммуны протекает река Дордонь.

### Климат
Климат умеренный океанический со средним уровнем осадков, которые выпадают преимущественно зимой. Лето здесь долгое и тёплое, однако также довольно влажное, здесь не бывает регулярных периодов летней засухи. Средняя температура января — 5 °C, июля — 18 °C. Изредка вследствие стечения неблагоприятных погодных условий может наблюдаться непродолжительная засуха или случаются поздние заморозки. Климат меняется очень часто, как в течение сезона, так и год от года.

## Население
Население коммуны на 2010 год составляло 1433 человек.
| 1962 | 1968 | 1975 | 1982 | 1990 | 1999 | 2010 |
| ---- | ---- | ---- | ---- | ---- | ---- | ---- |
| 1129 | 1253 | 1224 | 1241 | 1278 | 1342 | 1433 |

## Администрация
| Период | Период | Фамилия       | Партия       | Примечания         |
| ------ | ------ | ------------- | ------------ | ------------------ |
| 2001   | 2008   | Жак Десень    |              |                    |
| 2008   | 2014   | Франсуа Дюпюи | беспартийный | жандарм, пенсионер |
| 2014   | 2020   | Мари-Клод Сер |              |                    |

## Экономика
В 2010 году среди 815 человек трудоспособного возраста (15-64 лет) 560 были экономически активными, 255 — неактивными (показатель активности — 68,7 %, в 1999 году было 68,9 %). Из 560 активных жителей работали 503 человека (266 мужчин и 237 женщин), безработных было 57 (20 мужчин и 37 женщин). Среди 255 неактивных 52 человека были учениками или студентами, 118 — пенсионерами, 85 были неактивными по другим причинам.

## Достопримечательности
- Церковь Св. Стефана (перестроена в 1854 году)
- Протестантский храм (XVI век). Исторический памятник с 1968 года[5]
- Виадук Миньон (1857—1858)
- Тумулус Маливер

## Фотогалерея

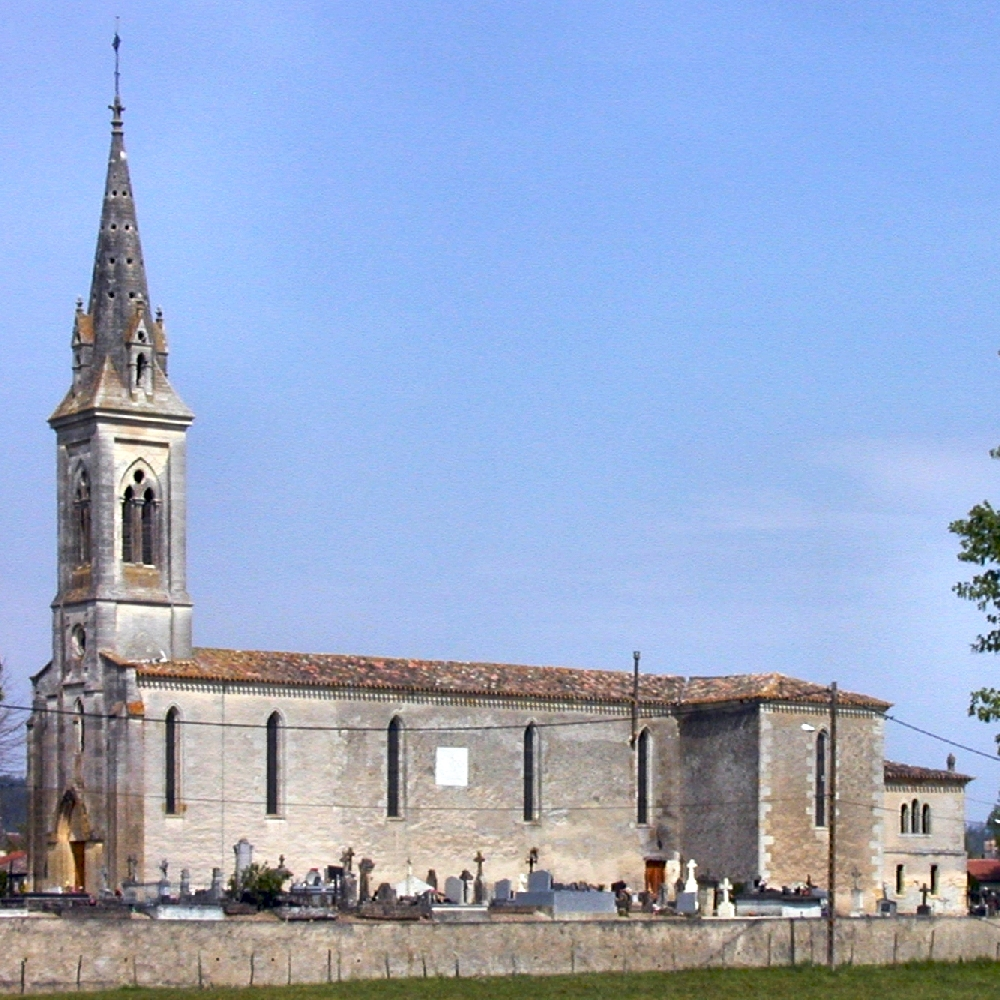
Церковь Св. Стефана
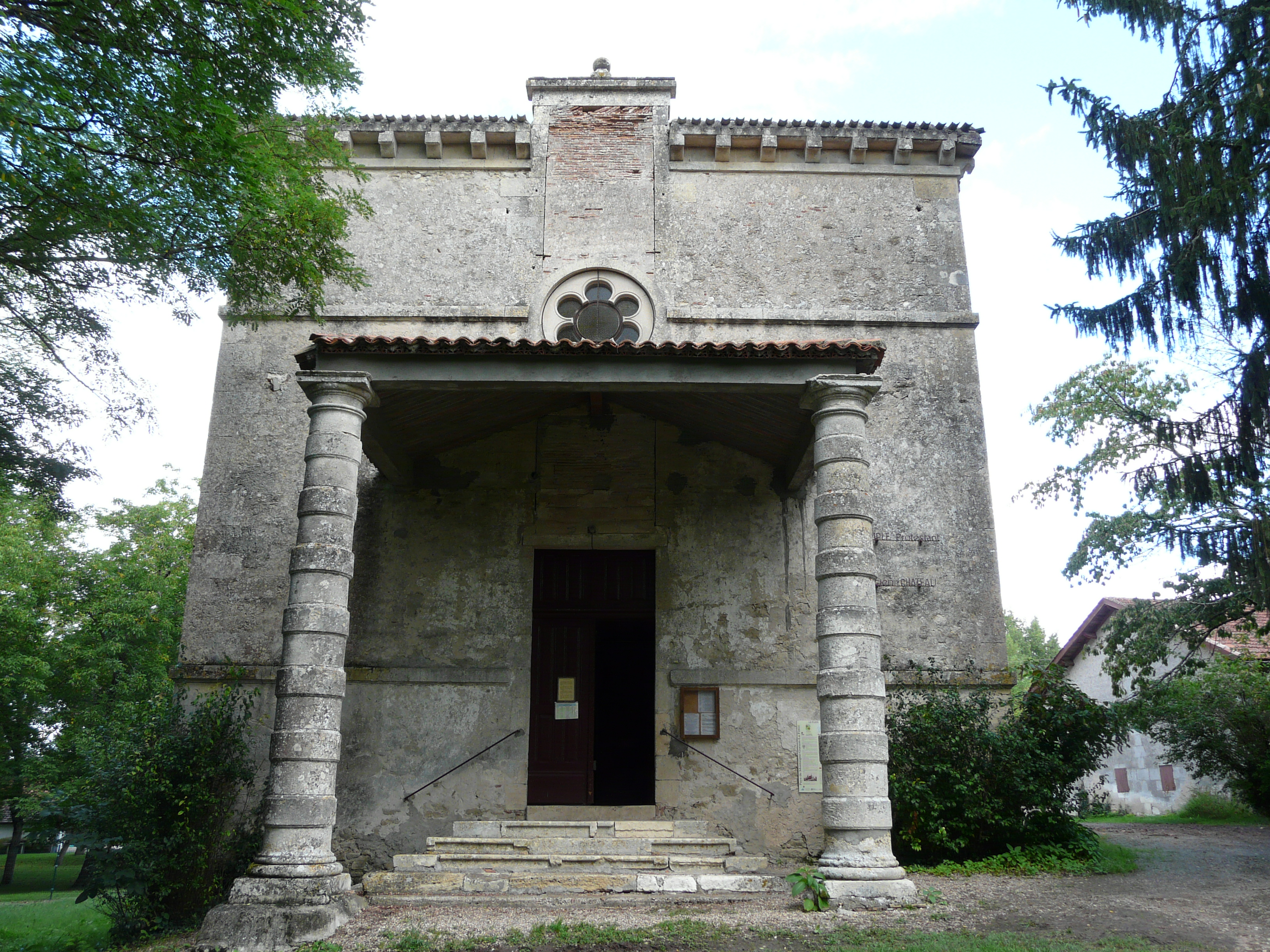
Протестантский храм
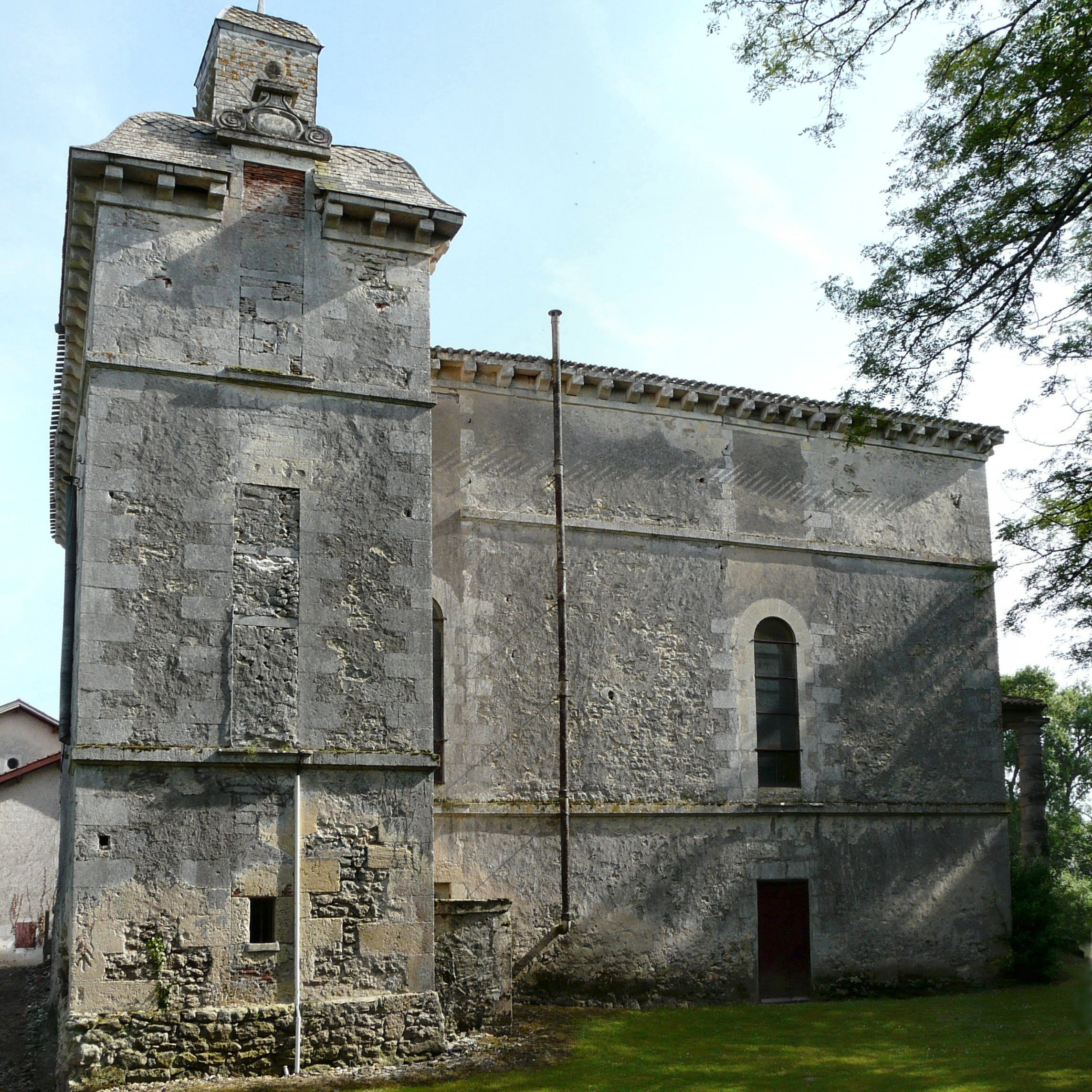
Протестантский храм
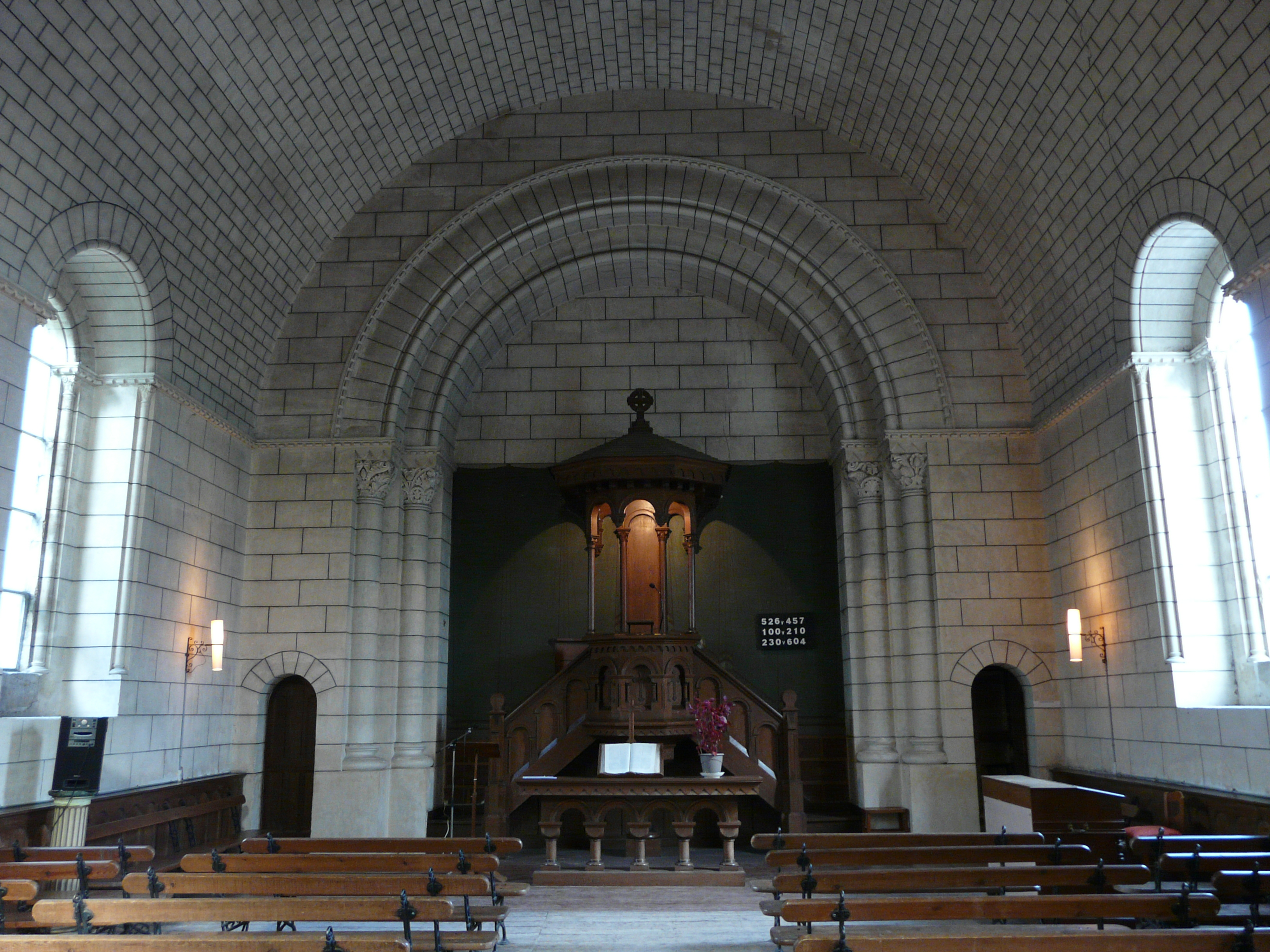
Интерьер протестантского храма
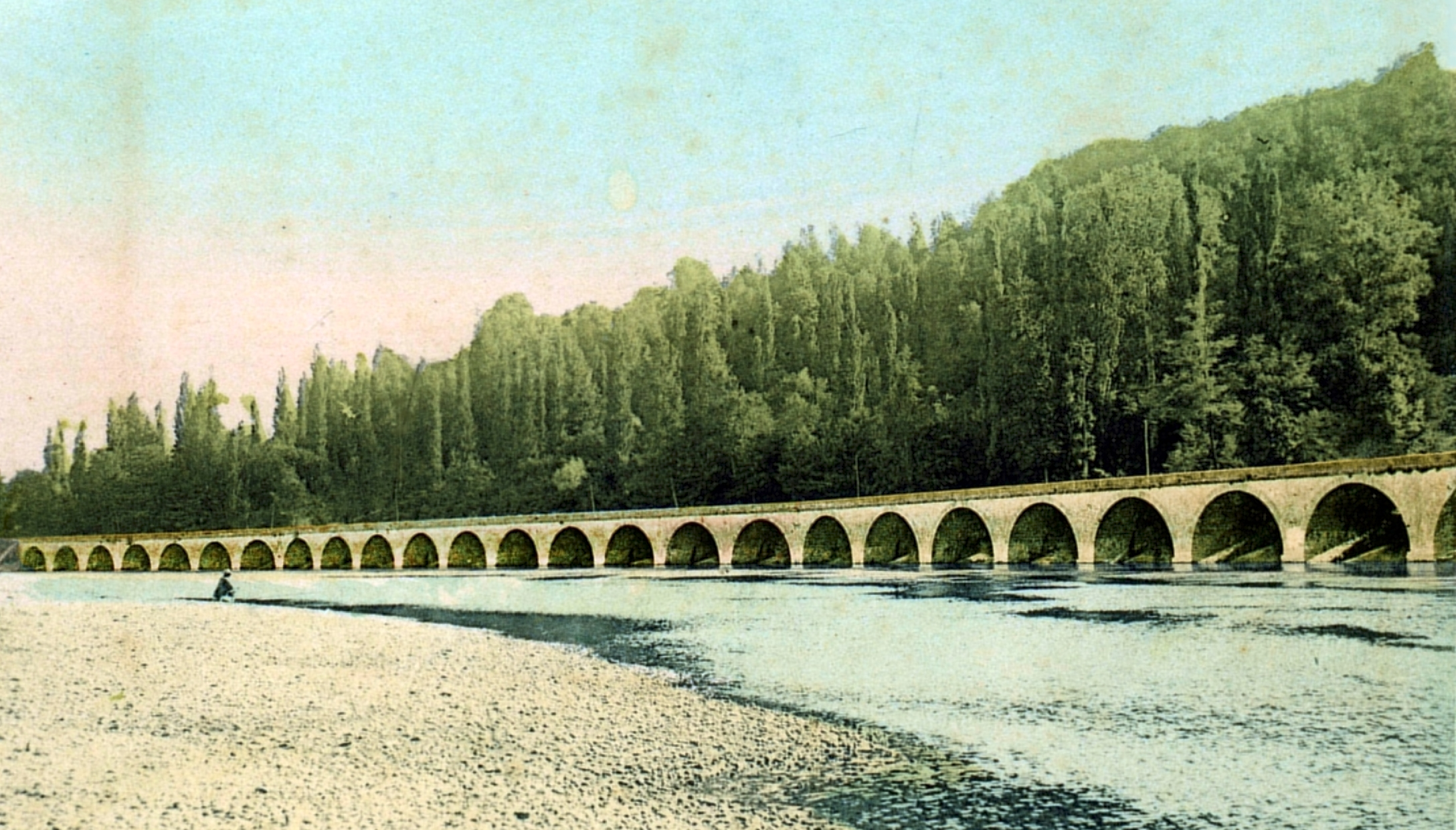
Виадук Миньон
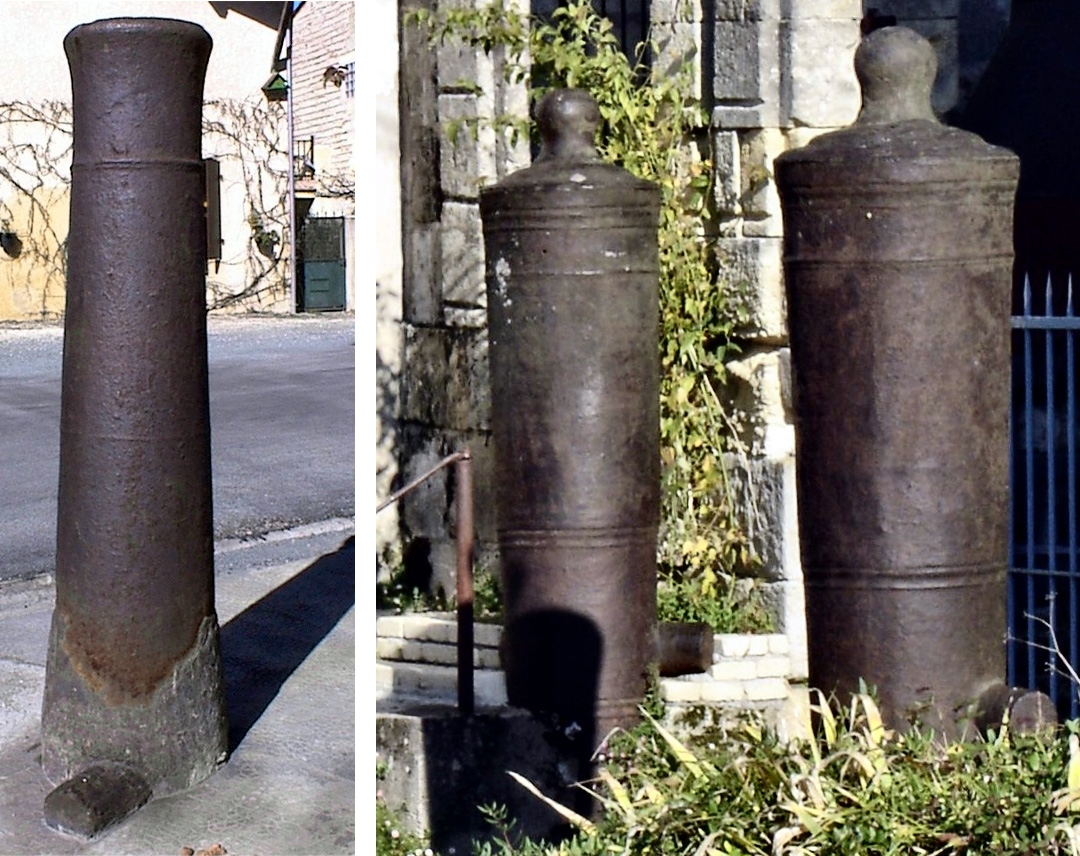
Корабельные пушки
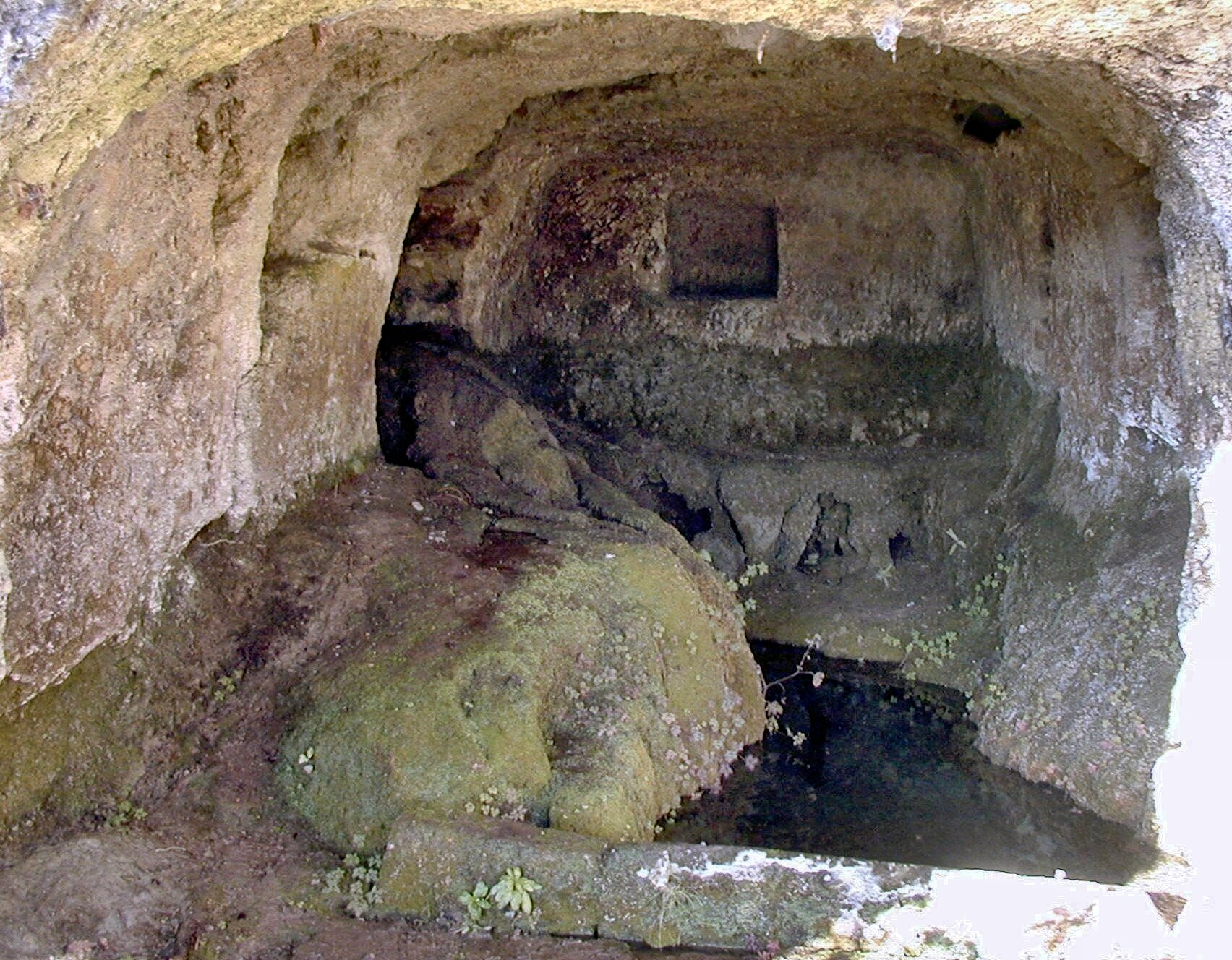
Пещера Торон
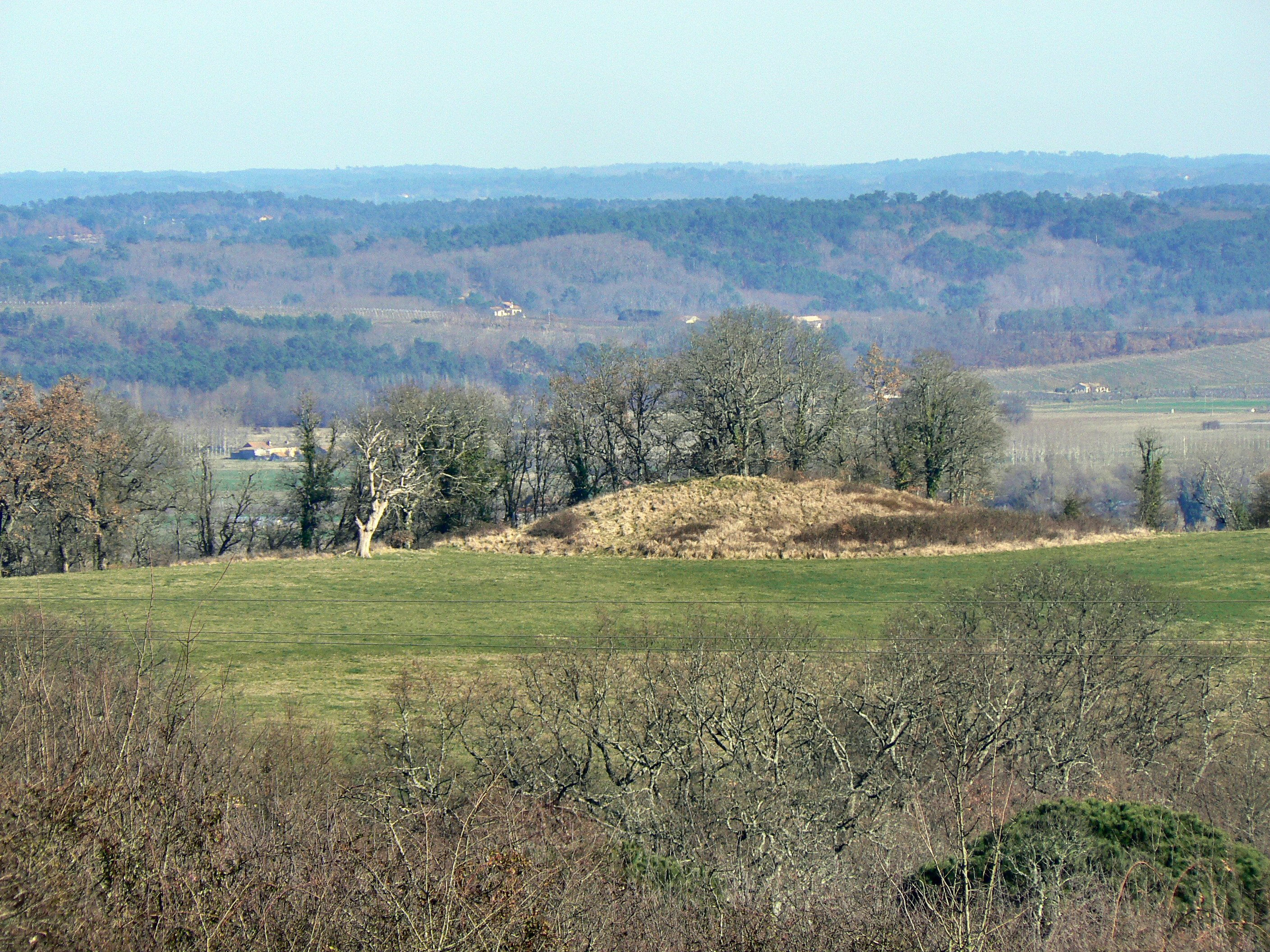
Тумулус Маливер